# 県道161号 (台湾)
県道161号（けんどう161ごう）は、嘉義県朴子市から同県布袋鎮を結ぶ全長16.777kmの台湾の県道である。県道170号と重複区間がある。

## 通過する自治体
- 嘉義県
  - 朴子市
  - 布袋鎮

## 接続する道路
- 県道157号
- 県道168号
- 県道170号
- 県道170号
- 市道172号
- 台17線

## 施設
- 景山国小学校
- 新岑国小学校